# Marquisat de Finale
Pour les articles homonymes, voir Finale.
1162–1598
Le marquisat de Finale (en italien : Marchesato di Finale) est un ancien État d'Italie, un fief impérial qui existe de 1162 à 1598. Son territoire était situé en Ligurie, dans l'actuelle province de Savone. Sa capitale était Finalborgo, aujourd'hui partie de Finale Ligure. Il appartenait aux del Carretto, une branche de la maison Alérame.

## Territoire
Le marquisat recouvrait les actuelles communes de Finale Ligure, Calice Ligure, Rialto, Orco Feglino, Tovo San Giacomo, Magliolo, Bormida, Osiglia, Pallare, Carcare, Calizzano et Massimino.

## Histoire
Le premier témoignage écrit du territoire finalais remonte à 967, quand l'empereur Otton Ier rédige l’acte de donation à Alérame de Montferrat des terres du Monferrato, parmi lesquelles le château d’Orco, au-dessus de Finale. Le Finalais est ensuite hérité par les descendants d’Alérame, parmi lesquels Enrico del Vasto.
Le 10 juin 1162 Enrico del Vasto obtient, de l'empereur Frédéric Barberousse, l'investiture de la marche de Savone, un grand territoire, qui depuis la côte ligure (de Savone à Finale) se prolonge le long des vallées de la Bormida jusqu'à proximité d'Acqui. Malgré la présence de biens et de droits fiscaux les régions de Savone et Noli, la présence des del Carretto sur la côte ligure au moment de l'investiture d'Enrico Ier del Carretto se limite seulement à Finale. Vers 1193 Enrico II del Carretto ceint d'un mur le centre urbain de Finalborgo. Le fils d'Enrico del Vasto, semble être le premier, en 1188, à utiliser le titre de « marquis de Finale. » Pour de nombreux siècles, les del Carretto continuent à porter ce titre honorifique qui rappelle l'ancienneté de leur maison et l'origine impériale du titre.
Comme Enrico del Vasto, Enrico II et son fils Giovanni sont gibelins. Giovanni épouse une fille de Frédéric II, Catarina di Merano. Après la mort de Giovanni del Carretto (1265), ses territoires sont partagés entre ses fils donnant naissance à trois nouvelles lignées dynastiques. Un de ses États, celui de Finale, reste sous leur domination pendant trois siècles.
En 1385 Gênes obtient des marquis qu'ils se reconnaissent, pour moitié de leurs domaines, sujets de Gênes et
Emanuele del Caretto (1337-1385) et son neveu Antonio II (1367-1385) cèdent la moitié de leur marquisat à la république de Gênes qui l'inféode à leur cousin Lazarino Ier (1359-1392) et Carlo (1359-1390) del Caretto.
Malgré la souveraineté reconnue de l'Empereur, les del Carretto doivent défendre continuellement leur autonomie des ambitions de Gênes, les territoires des marquis de Savone constituent une enclave qui partage en deux les possessions de la République.
Au XIVe siècle, l'alliance avec les Visconti d'abord puis avec les Sforza permet aux marquis de Finale de profiter d'une substantielle autonomie. Profitant lors de la période de la République ambrosienne, l'inter-règne entre les deux dynasties, Gênes engage une guerre qui a lieu de 1447 à 1448 et a pour résultat l'incendie de Finalborgo, la capitale du marquisat, la démolition du château Gavone et la complète soumission à Gênes. Cependant, dès 1450, Jean Ier del Carretto (1450-1466) reconquiert Finale.
Au XVIe siècle, Finale reste indépendante, bien qu'ayant des liens étroits avec Andrea Doria. Gênes envahit de nouveau le marquisat de Finale en 1558, profitant des protestations d'une partie de la population épuisée par les difficultés économiques engendrées par les guerres conduisant à la paix de Cateau-Cambrésis et par la rigidité d'Alphonse II del Carretto. Après un éphémère retour du marquis, une nouvelle révolte, fomentée et protégée par l'Espagne, éclate. L'Espagne désirant s'assurer la domination directe sur l'unique territoire ligure indépendant de Gênes et relié avec le Milanais par les fiefs impériaux du Montferrat. L'objectif est atteint en 1598 lorsque le dernier marquis, Sforza Andrea del Carretto (1596-1598) (mort en 1602), vend à Philippe II d'Espagne tous les droits féodaux des fiefs des del Carretto.
De 1701 à 1709 il est occupé par les troupes françaises et cédé en 1709 au futur empereur Charles VI du Saint-Empire. À l'issue de la guerre de Succession d'Espagne, en 1713, juste après l'attribution des États espagnols du Milanais et du Piémont à l'Autriche, l'empereur Charles VI vend le marquisat de Finale à la République de Gênes, qui maintient les statuts médiévaux jusqu'à la naissance de la république ligure en 1797. Parmi toutes les dynasties d'Alérame, celle des del Carretto est la plus durable et la marche de Savone, bien que considérablement réduite en superficie, trouve avec Finale sa branche la plus pérenne.